# South African Airways
South African Airways (SAA) — флагманська авіакомпанія ПАР, найбільша авіакомпанія ПАР, що виконує внутрішні і міжнародні регулярні рейси. Хабами авіакомпанії є аеропорти Йоганнесбурга і Кейптауна. До 1997 року в авіакомпанії було назва на мові африкаанс Suid-Afrikaanse Lugdiens (SAL), однак на лівреї літаків цієї написи на даний момент вже немає. Входить в Star Alliance.

## Історія

### Створення
У 1934 авіакомпанія Union Airways була придбана урядом ПАР і 1 лютого перейменована в South African Airways. Першими містами, куди здійснювала рейси авіакомпанія, були Кейптаун, Дурбан і Йоганнесбург. У наступному році, також 1 лютого, South African Airways придбала South-West African Airways, яка з 1932 року здійснювала щотижневі поштові рейси між Віндхуком і Кімберлі.
В 1930-і SAA вийшла на міжнародний ринок з рейсами в Кенії та Уганди. Основним типом літака SAA в 1930-ті був Junkers Ju 52, також відомі як Tante-Ju («Тітонька»). У флоті SAA було 11 таких літаків. Серед інших типів, які використовуються в 1930-ті було 18 Junkers Ju 86, які використовувалися з 1937 року, а також 4 легких літака Airspeed «Envoy».
Невелике зростання перевезень тривав в 1940-і, коли багато авіакомпанії згорнули діяльність у зв'язку з Другою світовою війною. У 1944 SAA початку експлуатацію Lockheed Lodestar для відновлюваних внутрішніх рейсів, у 1948 у SAA було вже 19 таких літаків. Вони були виведені з експлуатації в 1955 році.
10 листопада 1945 року SAA відкрив перші рейси в Європу, перший з яких був здійснений на Avro York в Борнмут, Англія з Палметфонтейна недалеко від Йоганнесбурга. З 1946 року їх замінили DC-4 «Skymaster», а потім з 1950 року на міжнародні маршрути вийшли Lockheed Constellation. У післявоєнні роки також активно використовувалися вісім DC-3 Dakota, останні з яких були виведені з експлуатації в 1970 році.

### Реактивна ера
У 1950-ті з появою реактивної цивільної авіації авіакомпанія придбала Boeing 707. У 1953 році SAA стала першою авіакомпанією за межами Великої Британії, яка стала використовувати реактивний лайнер De Havilland Comet, який був отриманий в лізинг від BOAC. В листопаді 1957 року почали виконуватися «рейси кенгуру» в Перт (Австралія). Перший Boeing 707 SAA здійснив рейс до Європи в 1960-му році в Афіни. Через два роки реактивні літаки SAA стали здійснювати безпосадочні рейси з ПАР у Велику Британію та в інші європейські країни. Рейс Йоганнесбург-Нью-Йорк через Ріо-де-Жанейро був відкритий у жовтні 1969 року. Пізніше в 1971 році SAA отримала Boeing 747-200 'Jumbo Jet', а потім в 1976 році — далекомагістральний 747-SP і Airbus A300, в 1983 році у флот був введений 747-300 EUD.

### Вплив апартеїду
Наступні роки були відзначені стійким, але повільним зростанням. Багато країн відмовилися від торгівлі з ПАР, що позначилося на роботі авіакомпанії. У той час як на світовому ринку міжнародних авіаперевезень йшов справжній бум, зростання SAA був незначним. Багато африканських країн, крім найближчих сусідів ПАР, відмовлялися надавати літакам SAA свій повітряний простір, однак SAA придбав флот далекомагістральних Boeing 747 SP, які могли здійснювати дальні перельоти без проміжних посадок.
Головним напрямком розвитку авіакомпанії в 1970-і стало відкриття маршрутів в Азію, були запущені рейси Boeing 747 в Гонконг. У 1980 році, коли SAA почала здійснювати рейси в Тайбей, ПАР стала однією з небагатьох країн, які визнали уряд Китайської Республіки на Тайвані.

### 50-річчя авіакомпанії
У 1984 році SAA відсвяткувала 50-ту річницю. У цьому році уряд ПАР підписав угоду з Сомалі про надання військової допомоги режиму Сіада Барре в обмін на надання виняткового права на організацію авіаперевезень. Однак економічно це угода виявилося неефективною, так як небагато сомалійців могли дозволити собі подорож літаком, а через безперервні громадянські війни деякі хотіли би приїхати в Сомалі.
Рейси SAA в Південну Америку в 1985 були скорочені у зв'язку з низьким попитом: рейс в Буенос-Айрес був скасований, залишилися тільки рейси в Ріо-де-Жанейро.
У зв'язку з міжнародним осудом режиму апартеїду в кінці 1980-х відношення до SAA за кордоном було ворожим, офіси авіакомпанії зазнавали нападів. Лондонський офіс був заляпаний червоною фарбою, офіси в Хараре, Зімбабве були розгромлені протестувальниками. У 1987 році SAA закрило рейси в Перт і Сідней, що було безпосередньо пов'язано з протестами в Австралії проти політики апартеїду. 28 листопада того ж року сталася авіакатастрофа Boeing-747 Helderberg (en:South African Airways flight 295), який летів з Тайбея в Йоганнесбург і розбився в Індійському океані, біля острова Маврикій, загинули всі пасажири і екіпаж.
У цьому ж році в аеропорту було відкрито музей South African Airways.

### Скасування державної підтримки
З приходом в занепад системи апартеїду, починаючи з 1990 року, SAA став прагнути позбавлятися від іміджу підтримуваної державою авіакомпанії, відкриваючи нові рейси і відновлюючи старі в аеропорти Африки і Азії. 1 червня 1990 південноафриканські компанії підписали акт скасування держконтролю за переміщенням громадян літаками. Пізніше в тому ж році SAA лондонський журнал Executive Travel вибрав авіакомпанію «Кращою авіакомпанією Африки».
У 1991 SAA отримала перший літак Airbus A320, а також перший Boeing 747-400, який отримав ім'я Дурбан. Авіакомпанія відновила рейси в Нью-Йоркський Міжнародний аеропорт імені Джона Кеннеді, вперше після введення США економічних санкцій проти ПАР в 1986 році, південноафриканські літаки також отримали можливість літати в Єгипет і Судан.
У 1992 авіакомпанія почала здійснювати рейси в Міжнародний аеропорт Маямі (з Кейптауна) і відновила сполучення з Австралією. У цьому ж році були підписані кодшерінгові угоди з American Airlines і Air Tanzania. Були відкриті прямі рейси в Південно-східну Азію, в тому числі в Бангкок і Сінгапур.
У 1993 почалися регулярні рейси в Манчестер і Гамбург, було підписано код-шерінгову угоду з бразильською авіакомпанією Varig.
В 1994 була запущена дочірня авіакомпанія (SA Express), яка почала здійснювати рейси усередині країни. В цьому ж році був створений авіаційний альянс, куди увійшли SAA, Uganda Airlines і Air Tanzania. Крім того, South African стала вітати пасажирів на внутрішніх рейсах на чотирьох мовах: англійській, зулу, африкаанс і сото, на міжнародних рейсах також стало звучати привітання мовою країни призначення. Тим не менш, альянс не зміг витримати конкуренції проти Kenya Airways (і афілійована з нею Precision Air). Крім того, уряд Танзанії субсидіював Air Tanzania, що не могло не позначитися на відносинах з SAA.
У 1995 році Lufthansa уклала код-шерінгову угоду з SAA, а в SAA прийняли рішення провести ребрендинг авіакомпанії. У цьому ж році були об'єднані програми лояльності Voyager (South African) і AAdvantage (American Airlines).
У 1996 були припинені рейси в Сінгапур, і найбільшим азійським хабом авіакомпанії став Бангкок. У цьому ж році South African став перевізником олімпійської збірної ПАР.

### Ребрендинг
У 1997 році SAA представила новий образ бренду, відмовившись від емблеми зі спрингбоком і старих національних кольорів — червоного, білого і блакитного. Нова лівреї в своїй основі має новий національний прапор із зображенням сонця. Назва авіакомпанії на літаках було скорочено до 'South African', а назву на африкаанс Suid-Afrikaanse Lugdiens було прибрано. Авіакомпанія почала продаж квитків через інтернет і створила альянс з SA Airlink і SA Express.
Один з літаків, активно використовувався на міжнародних рейсах, 747-300 Ndizani був розфарбований у яскраві кольори, що символізувало багатонаціональність держави. Зараз цей літак виведений з експлуатації, проте в таку колірну схему був перефарбований інший літак.
У 1998 президентом авіакомпанії став менеджер з США Ендрюс Коулмен. З його приходом були проведені заходи, спрямовані на збільшення клієнтської бази та зміну рівня обслуговування.
У 2000 South African зробила замовлення на 21 літак Boeing 737 для внутрішніх рейсів.
У 2001 році новим керівником став Андре Вільйон. У 2002 році було підписано угоду з Airbus Industrie про оновлення флоту вартістю 3.5 млрд дол., у тому числі 9 A340-600, 6 A340-300, 11 A319 і 15 A320 (згодом замовлення на A320 було скасоване).
В кінці 2002 року South African Airways придбала 49% Air Tanzania. Пізніше, в 2006, від об'єднання цих компаній відмовилися.
У березні 2004 South African Airways подала заявку на вступ до Star Alliance, повноцінним членом якого вона стала в квітні 2006 року.
У серпні 2004 новим керівником авіакомпанії став Хая Нгкіла.
З 6 червня 2006 South African Airways розірвала код-шерінгову угоду з Delta Air Lines, так як та входила в конкуруючий альянс SkyTeam.

## Вступ до Star Alliance
10 квітня 2006 року SAA офіційно вступила в Star Alliance. SAA відразу підписала код-шерінгову угоду з United Airlines.
South African Airways є партнером Skywards, програми лояльності Emirates Airline. Крім того, партнером авіакомпанії є El Al Israel Airlines.

## Маршрутна мережа
SAA здійснює міжнародні рейси в Сан-Паулу, Нью-Йорк, Вашингтон, Лондон, Франкфурт, Мюнхен, Мумбаї, Гонконг і Перт. Рейс в Буенос-Айрес припинилися в 2013 році. Велика частина міжнародних і міжконтинентальних рейсів виконується з Йоганнесбурга. Єдиний міжконтинентальний рейс з аеропорту Кейптауна виконуються в Лондон. SAA також виконує місцеві рейси та рейси в аеропорти африканських країн.

## Флот

### Пасажирські літаки
Флот South African Airways за станом на березень 2016 року:

## Інциденти та авіакатастрофи

### Авіакатастрофи
- Junkers Ju 52, ZS-AKY, 16 червня 1937. Літак розбився після зльоту з Порт Елізабет в результаті відмови двох двигунів. Літак згорів, деякі пасажири отримали травми. Це був перший серйозний інцидент з літаками авіакомпанії.[5]
- Lockheed L-18 Lodestar, ZS-AST 28 березня 1941, Еландс-Бей, ПАР. Загинули всі, хто знаходився на борту.[6]
- de Havilland Comet, SA201, 8 квітня 1954 Рейс 201 вилетів з Риму через Каїр в Йоганнесбург. Рейс здійснювався на взятому в оренду у British Overseas Airways Corporation De Havilland Comet. Літак розбився біля узбережжя Італії, загинули 21 людей на борту. Катастрофа була пов'язана з конструкційними дефектами літака.
- Vickers Viscount 818, SA406, 13 березня 1967, недалеко від Іст-Лондона, ПАР. Літак розбився на відстані близько 2 км від місця призначення у поганих погодних умовах. Загинули всі, хто знаходились на борту.
- Boeing 707-344C, SA228, 20 квітня 1968, близько Віндгука, Південно-західна Африка (сьогодні територія Намібії). Катастрофа сталася через неправильні дії екіпажу. Загинуло 119 осіб.
- Boeing 747-244B Combi, SA295, 28 листопада 1987 The Helderberg розбився в Індійському океані, виконувався рейс з Тайбея, Тайвань у Йоганнесбург через Маврикій. Загинули 159 осіб на борту.

### Інциденти
- Рейс 322 South African Airways, 17 червня 2006: Boeing 737-800, що здійснював рейс з Кейптауна в Йоганнесбург захопив 21-річнийо зімбабвієць, який взяв у заручники стюардесу і здійснив спробу потрапити в кабіну літака, вимагаючи зробити посадку в Мапуту, Мозамбік. Інцидент транслювали через кабельний зв'язок, літак повернули до Кейптауна, де підозрюваного заарештувала поліція.[7][8]